# Baroja (Álava)
Baroja-Zumentu es un concejo del municipio de Peñacerrada, en la provincia de Álava, País Vasco (España).

## Etimología
El nombre de 'Baroja' proviene de Barrotza ("abundancia de jaros" o "matorrales").[cita requerida]

## Localidades
Forman parte del concejo las localidades de:
- Baroja
- Zumento (en euskera y oficialmente Zumentu)

## Demografía
| Gráfica de evolución demográfica de Baroja entre 2000 y 2017 |
|                                                              |
| Población de derecho según los censos de población del INE.  |

## Cultura

### Patrimonio material
- Parroquia de S. Martín. El templo, de planta rectangular del siglo XVI, cuenta con un pórtico de arco de medio punto y una portada de finales del siglo XVI siglo con arco rebajado y pilastras. Su interior presenta bóvedas nervadas y estrelladas, con ménsulas decoradas y un arco toral con relieve del Salvador, además de un retablo mayor barroco de finales del siglo XVII-XVIII, con un sagrario-ostensorio dorado y una imagen central de San Martín. Destacan sus retablos laterales barrocos, una pila bautismal románica con representaciones de los Tetramorfos, un coro con arco escarzano y una torre cuadrada con cuatro vanos de medio punto en el cuerpo de campanas.[2]